# Mulan, Harbin
För andra betydelser, se Mulan.
Mulan är ett härad i Heilongjiang-provinsen i nordöstra Kina.